# Маркатай
Маркатай (каз. Марқатай) — село в Железинском районе Павлодарской области Казахстана. Входило в состав Новомирского сельского округа. Код КАТО — 554255200.
Ликвидировано в 2012 г.

## История
Основано в 1907 г. В 1924 г. селение Троицкое (Маркатай) состояло из 74 дворов. Входило в состав Урлютюпской волости Павлодарского уезда Семипалатинской губернии. Приток населения в Маркатай случился, в период сталинских репрессий, когда в ходе кампании раскулачивания сюда прибыло большое количество бывших «кулаков», в поисках убежища после насильственной ссылки с прежних мест проживания.   
К началу 2024 года, в Маркатае осталось всего две семьи: Пугачёвы и Амрины. 

## Население
В 1999 году население села составляло 136 человек (75 мужчин и 61 женщина). По данным переписи 2009 года, в селе проживало 26 человек (17 мужчин и 9 женщин).